# Pashehābād
Pashehābād (persiska: پاش آباد, پشه آباد, Pāshābād) är en ort i Iran.   Den ligger i provinsen Kurdistan, i den nordvästra delen av landet, 400 km väster om huvudstaden Teheran. Pashehābād ligger 1 714 meter över havet och antalet invånare är 562.
Terrängen runt Pashehābād är huvudsakligen kuperad, men åt nordost är den bergig. Terrängen runt Pashehābād sluttar västerut.Runt Pashehābād är det ganska tätbefolkat, med 65 invånare per kvadratkilometer. Närmaste större samhälle är Sarchī, 8,8 km öster om Pashehābād. Trakten runt Pashehābād består i huvudsak av gräsmarker.